# 옌셰핑주

옌셰핑 주의 문장

옌셰핑 주의 위치

옌셰핑주(스웨덴어: Jönköpings län, 연셰핑 랜)는 스웨덴 남부에 위치한 주로 주도는 옌셰핑이며 면적은 10,475km2, 인구는 337,013명(2011년 기준)이다. 남서쪽으로는 할란드주, 북서쪽으로는 베스트라예탈란드주, 북동쪽으로는 외스테르예틀란드주, 남동쪽으로는 칼마르주, 남쪽으로는 크로노베리주와 접한다.

## 자치시

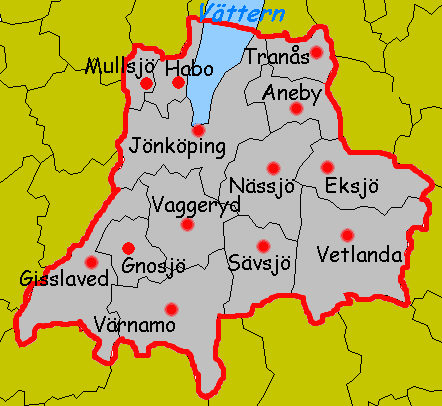
옌셰핑 주의 자치시

옌셰핑주는 13개 자치시로 구성되어 있다.
- 아네뷔시 (Aneby)
- 엑셰시 (Eksjö)
- 이슬라베드시 (Gislaved)
- 그노셰시 (Gnosjö)
- 하보시 (Habo)
- 옌셰핑시 (Jönköping)
- 물셰시 (Mullsjö)
- 네셰시 (Nässjö)
- 세브셰시 (Sävsjö)
- 트라노스시 (Tranås)
- 바게뤼드시 (Vaggeryd)
- 베틀란다시 (Vetlanda)
- 베르나모시 (Värnamo)